# Muzeum i Gród Średniowieczny w Brzeźniku
Muzeum i Gród Średniowieczny w Brzeźniku – prywatne muzeum z siedzibą we wsi Brzeźnik, w (powiecie bolesławickim). Placówka mieści się na terenie zrekonstruowanego grodu wczesnośredniowiecznego, którego budowa była prywatną inicjatywą Julity Krzeckiej-Kłonickiej oraz Zenona Kłonickiego.
Gród został otwarty we wrześniu 2013 roku. Stanowi rekonstrukcję osady, otoczonej drewnianą palisadą, wewnątrz której znajdują się chaty (m.in. kowala, rybaka, tkaczki, zielarki, myśliwego, garncarza, rolnika) oraz budynki użytkowe (zbrojownia, świątynia, chata wojów). Prezentowane eksponaty - sprzęty domowego użytku, narzędzia rolnicze i rzemieślnicze, broń i odzież - stanowią repliki dawnych przedmiotów. Na terenie grodu trzymane są również zwierzęta gospodarskie (konie, krowy).
Obiekt specjalizuje się w obsłudze grup zorganizowanych, dla których w ofercie znajdują się: zwiedzanie z przewodnikiem, warsztaty: tkackie, ceramiczne, kulinarne oraz łucznicze oraz pokazy walk wojów. Zwiedzanie indywidualne możliwe jest wyłącznie w niedzielę. Ponadto gród oferuje wynajem pomieszczeń („chata wojów”) na potrzeby komercyjne oraz organizuje oprawę imprez.
Gród jest obiektem całorocznym, czynnym z wyjątkiem poniedziałków. Wstęp jest płatny.